# Mendeleyevsky (huyện)
Huyện Mendeleyevsky (tiếng Nga: ? райо́н) là một huyện hành chính tự quản (raion), của Tatarstan, Nga. Huyện có diện tích 741 kilômét vuông, dân số thời điểm ngày 1 tháng 1 năm 2000 là 30000 người. Trung tâm của huyện đóng ở Mendeleyevsk.